# Hypsilophodontider
Hypsilophodontider (Hypsilophodontidae) sågs som en familj för många små ornithopoder, som t.ex. Hypsilophodon och Thescelosaurus.
Denna grupp ses däremot idag som onaturlig, p.g.a. att gruppen är parafylesisk, och inte monotypisk, som en naturlig grupp.